# Țigănași, Iași
Țigănași (în trecut, și Căminărești) este satul de reședință al comunei cu același nume din județul Iași, Moldova, România.